# Блумінгтон (Каліфорнія)
Блумінгтон (англ. Bloomington) — переписна місцевість (CDP) в США, в окрузі Сан-Бернардіно штату Каліфорнія. Населення — 24 339 осіб (2020).

## Географія
Блумінгтон розташований за координатами 34°3′37″ пн. ш. 117°24′5″ зх. д. / 34.06028° пн. ш. 117.40139° зх. д. (34.060353, -117.401463).  За даними Бюро перепису населення США в 2010 році переписна місцевість мала площу 15,51 км², уся площа — суходіл.

## Демографія
Згідно з переписом 2010 року, у переписній місцевості мешкала 23 851 особа в 5428 домогосподарствах у складі 4694 родин. Густота населення становила 1538 осіб/км².  Було 5745 помешкань (370/км²).
Расовий склад населення:
| - 54,5 % — білих - 2,7 % — чорних або афроамериканців - 1,4 % — азіатів - 1,3 % — корінних американців - 0,2 % — вихідців з тихоокеанських островів - 36,1 % — осіб інших рас |

До двох чи більше рас належало 3,9 %. Частка іспаномовних становила 81,0 % від усіх жителів.
За віковим діапазоном населення розподілялося таким чином: 33,6 % — особи молодші 18 років, 59,8 % — особи у віці 18—64 років, 6,6 % — особи у віці 65 років та старші. Медіана віку мешканця становила 27,8 року. На 100 осіб жіночої статі у переписній місцевості припадало 103,3 чоловіків;  на 100 жінок у віці від 18 років та старших — 101,7 чоловіків також старших 18 років.
Середній дохід на одне домашнє господарство  становив 56 599 доларів США (медіана — 46 792), а середній дохід на одну сім'ю — 58 637 доларів (медіана — 47 100). Медіана доходів становила 33 114 долари для чоловіків та 30 126 доларів для жінок. За межею бідності перебувало 22,0 % осіб, у тому числі 29,7 % дітей у віці до 18 років та 12,6 % осіб у віці 65 років та старших.
Цивільне працевлаштоване населення становило 9644 особи. Основні галузі зайнятості: транспорт — 16,3 %, виробництво — 13,9 %, роздрібна торгівля — 13,3 %, освіта, охорона здоров'я та соціальна допомога — 13,1 %.